# Brad Nortman
Brad Nortman (Brookfield, 12 settembre 1989) è un giocatore di football americano statunitense che gioca nel ruolo di punter per i Jacksonville Jaguars della National Football League (NFL). Fu scelto nel corso del sesto giro (207º assoluto) del Draft NFL 2012 dai Carolina Panthers. Al college ha giocato a football a Wisconsin.

## Carriera professionistica

### Carolina Panthers
Nortman fu scelto nel corso del sesto giro del Draft 2012 dai Carolina Panthers. Si impose come il punter titolare dei Panthers disputando nella sua stagione da rookie tutte le 16 partite e calciando 73 punt a una media di 43,0 yard a calcio.

### Jacksonville Jaguars
Il 9 marzo 2016, Nortman firmò con i Jacksonville Jaguars.

## Palmarès

### Franchigia
- National Football Conference Championship: 1

Carolina Panthers: 2015

## Statistiche
| Partite totali | 16    |
| Punt           | 73    |
| Yard           | 3.267 |
| Media          | 43,0  |

Statistiche aggiornate alla stagione 2012